# Daimler L18
Die Daimler L18 war ein Versuchsflugzeug des deutschen Herstellers Daimler-Motoren-Gesellschaft zur Entwicklung eines Leichtflugzeugs aus dem Jahr 1924.

## Geschichte
Die Daimler L18 entstand 1924 bei der Daimler-Motoren-Gesellschaft unter Hanns Klemm im Werk Sindelfingen als Versuchsflugzeug für Untersuchungen zur Auslegung eines Leichtflugzeugs. Die Daimler L18 wurde für Tragflügelversuche unmittelbar aus der Daimler L15 abgeleitet und erhielt anstelle des dickprofiligen, großen Flügels der Daimler L15 einen neuen, deutlich schmaleren und dünneren Flügel mit größerer Spannweite und einem Vorflügel. Da die Maschine ausschließlich für Flugversuche vorgesehen war, wurde sie als Einsitzer ausgelegt. Die Erprobung der Flugeigenschaften erfolgte 1924 durch den Daimler-Piloten Hans Guritzer.
Neben der aerodynamischen Erprobung wurde die Daimler L18 als Versuchsträger für verschiedene Leichtflugzeugmotoren herangezogen. Neben dem standardmäßigen 12-PS-Harley-Davidson-Motorradmotor war die Maschine auch mit dem 20-PS-Daimler F7506 von Karl Schopper und dem Daimler F46756 sowie einem 30 PS starken Salmson-AD-Motor ausgestattet.
Über den Verbleib der Daimler L18 gibt es keine Informationen.

## Konstruktion
Die Grundkonzeption der Daimler L18 wurde unmittelbar aus der Daimler L15 abgeleitet. Der Rumpf wurde weitgehend unverändert übernommen. Der Flügel ist eine vollständige Neukonzeption.

## Technische Daten
| Kenngröße             | Daten                                    |
| --------------------- | ---------------------------------------- |
| Besatzung             | 1                                        |
| Passagiere            | –                                        |
| Länge                 | 7,80 m                                   |
| Spannweite            | 17,10 m                                  |
| Höhe                  | 1,80 m                                   |
| Flügelfläche          |                                          |
| Flügelstreckung       |                                          |
| Leermasse             |                                          |
| max. Startmasse       |                                          |
| Reisegeschwindigkeit  | 85 km/h                                  |
| Höchstgeschwindigkeit | 95 km/h                                  |
| Dienstgipfelhöhe      |                                          |
| Reichweite            |                                          |
| Triebwerke            | ein Harley-Davidson IOE mit 12 PS (9 kW) |